# De Kroon (woontoren)
De woontoren van De Kroon is een torenflat in het Haagse Wijnhavenkwartier, op de voormalige locatie van De Zwarte Madonna, op het terrein tussen het stationsgebied en het Haagse stadhuis. Met 40 verdiepingen en een hoogte van 131,5 meter is het een van de hoogste gebouwen van Den Haag.

## Indeling
Het complex kent twee hoofdingangen naar de appartementen aan de lange zijde van het gebouw aan het Lage Zand; één entree leidt naar de huurappartementen die zich bevinden op de 1e t/m de 13e verdieping, de tweede entree leidt naar de koopappartementen gelegen op de 14e t/m de 40e en hoogste verdieping. De begane grond bestaat uit winkelruimte en technische ruimtes, daaronder bevindt zich een parkeergarage.

### Kantoor
Achter het woongedeelte bevinden zich kantoorruimtes. De entree tot dit gedeelte bevindt zich aan de Turfmarkt en bestaat uit een atrium met een glazen dak van 20 meter hoog met een overspanning van 18 × 40 meter. Het atrium ontsluit ca. 9000 m² kantoorruimte.

## Bouw
De toren is gebouwd door MAB Development BV in opdracht van C.V. Wijnhavenkwartier, waar de gemeente Den Haag en Kristal N.V. in deelnamen; in Den Haag had  in de laatste de woningcorporatie Haag Wonen zitting. Het   ontwerp komt van het architectenbureau Rapp+Rapp voor de woontoren, in samenwerking met de Düsseldorfse architect Hans Kollhoff voor de twee kantoortorens (zie verder). Rapp+Rapp is gevestigd in Amsterdam en Berlijn; Beide architecten waaronder Christian Rapp lieten zich voor hun ontwerp inspireren door de wolkenkrabbers die tussen 1900 en 1930 in Chicago werden gebouwd door het architectenbureau Rapp and Rapp. De eerste steen voor het complex van de drie torens werd gelegd in 2008 en het werd opgeleverd in juni 2011. De bouwsom bedroeg ongeveer 65 miljoen euro.

## Omgeving
De woontoren van de Kroon staat aan de zuidkant van twee tegelijkertijd gebouwde kantorentorens, de z.g. JuBi-torens: voor de ministeries van Veiligheid en Justitie en van BInnenlandse Zaken en Koninkrijksrelaties. Het complex van de drie wolkenkrabbers wordt bekroond met tandvormige sierelementen.
JuBi-torens · Hoftoren · New Babylon · The Grace I & II · Het Strijkijzer · De Kroon · Grotius I & II · Prinsenhof · Castalia · Sint-Jacobuskerk · Haagse Toren · Vredespaleis · Zurichtoren · Leonardo da Vinci I · Muzentoren · Witte Anna · Centre Court · Pharos · Malietoren · De Groene Toren · Zilveren Toren · Stadsdeelkantoor Escamp
Cooltoren (Rotterdam) · Delftse Poort (Rotterdam) · FIRST (Rotterdam) · Hoftoren (Den Haag) · JuBi-gebouw (Den Haag) · De Kroon (Den Haag) · Maastoren (Rotterdam) · Millenniumtoren (Rotterdam) · Mondriaantoren (Amsterdam) · Montevideo (Rotterdam) · New Babylon (Den Haag)  · New Orleans (Rotterdam) · The Red Apple (Rotterdam) · Rembrandttoren (Amsterdam) · De Rotterdam (Rotterdam) · Het Strijkijzer (Den Haag) · Westpoint (Tilburg) · World Port Center (Rotterdam) · De Zalmhaven (Rotterdam)
Achmeatoren (Leeuwarden) · Alphatoren (Enschede) · Carlton (Almere) · Erasmusgebouw (Nijmegen) · Europees Octrooibureau (Rijswijk) · EWI-gebouw (Delft) · Hondsrugtoren (Emmen) · Innovatoren (Venlo) · Kempkensberg (Groningen) · Niko (Eindhoven) · Provinciehuis ('s-Hertogenbosch) · Rabobank (Utrecht) · Sardijntoren (Vlissingen) · IJsseltoren (Zwolle)